# جوري كيمورا
جوري كيمورا (木村珠莉كيمورا جوري) هي مؤدية أصوات يابانية ولدت في 7 يونيو في محافظة فوكوكا.

## أدوارها في الأنمي

### مسلسلات أنمي تلفزيونية
- شيروباكو - آوي مياموري
- مغامرة جوجو الغريبة: ستارداست كروسيدرز - دمية سونيا
- مغامرة جوجو الغريبة: الماس لا ينكسر - يوشيه
- آيدولماستر سندريلا جيرلز - يومي آيبا
- حياة المدرسة! - كيه شيدو
- هل من الخطأ أن أسعى وراء الفتيات في المتاهات؟ - ليفيا فيريديس
- واكابا جيرل - يوزوها كوهاشي
- فينوس بروجكت كلايماكس - هوروس أوموري
- متتابعة أكاديمية ميكاغورا - إيرونا إيتشينوميا
- البدلة المتنقلة جاندام: أيتام الدم الحديدي - نينا مياموري
- ديمنشن دبليو - روز
- غيت: قوات الدفاع الذاتي تقاتل في أرض غريبة - نايو
- ميزان نيل أدميراري - تسوغومي كوزي
- سيرين - كيوكو تونو

### أنمي الإنترنت
- مونستر سترايك - مينامي واكابا

### أفلام أنمي
- نداء القلب - كابيه
- مونستر سترايك ذا موفي: إلى مكان البداية - مينامي واكابا

## أدوارها في ألعاب الفيديو
- غرانبلو فانتسي - كاروبا
- آيدولماستر سندريلا جيرلز - يومي آيبا
- فاير إمبلم فيتس - نكس، موزو

## وصلات خارجية
- جوري كيمورا على موقع IMDb (الإنجليزية)
- جوري كيمورا على موقع ميوزك برينز (الإنجليزية)
- جوري كيمورا على موقع قاعدة بيانات الفيلم (الإنجليزية)
- جوري كيمورا على موقع كينوبويسك (الروسية)
- جوري كيمورا على موقع ANN person (الإنجليزية)